# Francisco Eustaquio Álvarez
Francisco Eustaquio Álvarez (Gigante, 20 de septiembre de 1827-Bogotá, el 10 de mayo de 1897) fue un abogado y político colombiano, miembro del Partido Liberal Colombiano, del cual uno de sus representantes más radicales. 
En Bogotá inició sus estudios en la Universidad del Rosario hasta obtener el grado de abogado en la facultad de jurisprudencia. En varias ocasiones se desempeñó como rector y profesor de la Universidad del Rosario. A pesar de que su labor en la prensa fue escasa, se resaltan algunas de sus publicaciones en: El Constitucional, periódico que fundó en 1852 con el Dr. Teodoro Valenzuela, y El Foro, que redactó de 1869 a 1870 con el Dr. Manuel J. Angarita, y del cual se editaron setenta y dos números.
Una de las Obras más apreciadas por los seguidores de José Eustaquio A., fue según A. Robayo en el Liberal Ilustrado,, el Manual de Lógica (1890), en que se adoctrinaron varias generaciones universitarias del país. Esta obra fue publicada en los postreros años de su vida. Desde joven Álvarez se desempeñó como Agente del Ministerio Público y como senador de la República. Cuando Rafael Núñez llegó al poder, dejó de ejercer dichos cargos y se convirtió en un gran opositor de la Regeneración. Se consagra, finalmente al profesorado y a los estudios filosóficos. En los últimos años de su vida se desempeñó como miembro del Consejo Directivo y, posteriormente, Rector de la Universidad Republicana.

## Familia
Francisco era hijo del español Francisco Álvarez Inclanz y de la neogranadina Irene Rivero Rivera, siendo el 4 de 7 hijos: Sus hermanos eran Pía, Mercedes, Valentina, María de los Ángeles, Pilar, José María y Cleotilde Álvarez Rivero.
Su hermana Cleotilde era la madre del pintor Ricardo Borrero Álvarez con el hacendado Tomás Borrero Falla. Su concuñado, Manuel Borrero, es el bisabuelo del abogado y político conservador Misael Pastrana Borrero, quien a su vez era el padre del también expresidente, Andrés Pastrana Arango.

## Obras
- Juicios sobre la administración Núñez, (1882)
- A la nación,(1886)
- Manual de Lógica. Extractos de autores de la Escuela experimental, por ex catedrático de Filosofía en la Universidad Nacional y en el Colegio Mayor del Nuestra Señora del Rosario(1890)